# کلیوچی (آلماتی)
کلیوچی (به قزاقی: Klyuchi) یک منطقهٔ مسکونی در قزاقستان است که در استان آلماتی واقع شده‌است.